# Maciej Makowski (aktor)
Maciej Makowski (ur. 15 marca 1979 w Warszawie) – polski aktor teatralny i filmowy.
W 2003 ukończył studia na Akademii Teatralnej im. Aleksandra Zelwerowicza w Warszawie.

## Filmografia
- 2002−2010: Złotopolscy − Piotr Hartowny
- 2002: Sfora − wspólnik Lipskiego
- 2002: Sfora: Bez litości − wspólnik Lipskiego
- 2002−2010: Samo życie − Bogusz Krzyszczyk
- 2003: Zaginiona − dziennikarz Dominik
- 2003: Pogoda na jutro − chłopak na mitingu internautów
- 2003: Kasia i Tomek − choreograf Janek (głos, odc. 24)
- 2004: Pensjonat pod Różą − Adam, kochanek Ewy (odc. 5)
- 2004−2005: Oficer − Vlad, student Akademii Europejskiej (odc. 8 i 9)
- 2004−2007: Kryminalni − Mirek Kwiecień (odc. 1); pracownik telefonii (odc. 83)
- 2004: Camera Café − młody pracownik
- 2004: Całkiem nowe lata miodowe − notariusz Jerzy Małecki (odc. 1)
- 2005: Parę osób, mały czas − Maciek
- 2005: Klinika samotnych serc − Janek Rowicki
- 2008−2010: Barwy szczęścia − Filip
- 2008: Agentki − Andrzej
- 2009: Sprawiedliwi − pielęgniarz w Tworkach (odc. 3)
- 2009−2010: Pierwsza miłość − Witold Zajtuch
- 2010: Ojciec Mateusz − jubiler Rafał Witkowski (odc. 35)
- 2010: Na dobre i na złe − Fryderyk Roszkowski (odc. 402)
- 2010: Ludzie Chudego − Darek (odc. 8)
- 2011: Odwyk − redaktor Sołecki
- 2011: 80 milionów − Piotr
- 2012: Szpilki na Giewoncie − Paweł, muzyk w USC
- 2012: Prawo Agaty − pracownik firmy Janowskiego (odc. 25)
- 2013: Komisarz Alex − Rafał Bielczyk (odc. 35)
- 2016-obecnie Klan – Andrzej Górzyński
- 2016: Planeta singli – randkowicz Mikołaj
- 2018: Ojciec Mateusz − Jan Malczyk (odc. 246)
- 2019 – Władcy przygód. Stąd do Oblivio – Eddie
- 2019 – W rytmie serca − doktor Jerzy Lirski , specjalista chorób zakaźnych przebywający wraz z doktorem Adamem Żmudą na misji w Etiopii (odc. 57-58)
- 2019−2020 Barwy szczęścia − Broda
- 2020 − Mały zgon − Wiesiek, pracownik wulkanizatora (odc. 2)
- 2020 − Echo serca − Kazik (odc. 41)
- 2021 − Sexify − Przemek, chłopak Jabby (odc. 6)
- 2021 − Receptura − komisarz Grabowski (odc. 3 i 6)
- 2021 − Mecenas Porada − doktor Hubert Malicki (odc. 10)
- 2022−2023 Ojciec Mateusz − aktor Oskar Kryński (odc. 365 i 380 )
- 2022 − Komisarz Alex − Bartosz Rajski, ojciec Oli (odc. 210)
- 2022 − Brokat − elegancki klient (odc. 9)
- 2023 − Tylko nie piątek! − blondyn (odc. 4 i 12)
- 2023 − Rafi − Daniel Grabczyk (odc. 4)
- 2023 − Na dobre i na złe − Łukasz (odc. 871)
- 2023 − Camera Café. Nowe parzenie − Radek (odc. 20)
- 2024 − U Pana Boga w Królowym Moście − dziennikarz
- 2024 − Matki pingwinów − dziennikarz (odc. 1)

## Teatr Telewizji
Wystąpił w kilku sztukach Teatru telewizji. Zagrał rolę m.in. Toto, policjanta, w spektaklu „Żegnaj Judaszu” (2004).
W roku 2021 wystąpił w widowisku telewizyjnym pt. Zakochany Mickiewicz (w reżyserii Marcina Kołaczkowskiego).